# Podchełm (Nozdrzec)
Podchełm – część wsi Nozdrzec w Polsce, położona w województwie podkarpackim, w powiecie brzozowskim, w gminie Nozdrzec.
W latach 1975–1998 Podchełm administracyjnie należał do województwa krośnieńskiego.